# Мякинино (деревня, Москва)
Мяки́нино — деревня, административно входящая в состав района «Кунцево» Западного административного округа города Москвы. Является «протуберанцем» Москвы в Московской области. Расположена за Московской кольцевой автомобильной дорогой, напротив района Строгино.
Деревня дала название станции Московского метрополитена «Мякинино», которая располагается от неё примерно в 2 км на территории городского поселения Красногорск, но к самому городу Красногорску не относится.

## История
Деревня упоминается в материалах Генерального межевания XVIII века. Название связано с некалендарным личным именем Мякина. В состав Москвы Мякинино было включено с 1980-х годов.

## Транспорт
По деревне проходят маршруты автобусов:
- № 129 (Мякинино — метро «Крылатское» — автобаза Генштаба)[4];
- № 631 (метро «Тушинская» — Мякинино — метро «Строгино» — улица Маршала Катукова — 3-й микрорайон Строгина)
- № 638 (Мякинино — улица Маршала Катукова — метро «Щукинская»)[5];
- № 687 (Мякинино — Неманский проезд — улица Исаковского — 3-й микрорайон Строгина — метро «Щукинская»);
- № 743 (Мякинино — метро «Строгино» — улица Твардовского — 13-й микрорайон Строгина).
- № С11 (8-й микрорайон Митина — Мякинино — улица Маршала Катукова — метро «Строгино» — Таллинская улица)

## Люди, связанные с деревней
- Игорь (Гарик) Сукачёв родился здесь 1 декабря 1959 года.